# قصعين محب للملح
قصعين محب للملح (الاسم العلمي: Salvia halophila) هو نوع نباتي يتبع جنس القصعين من فصيلة الشفوية.